# Power over Ethernet

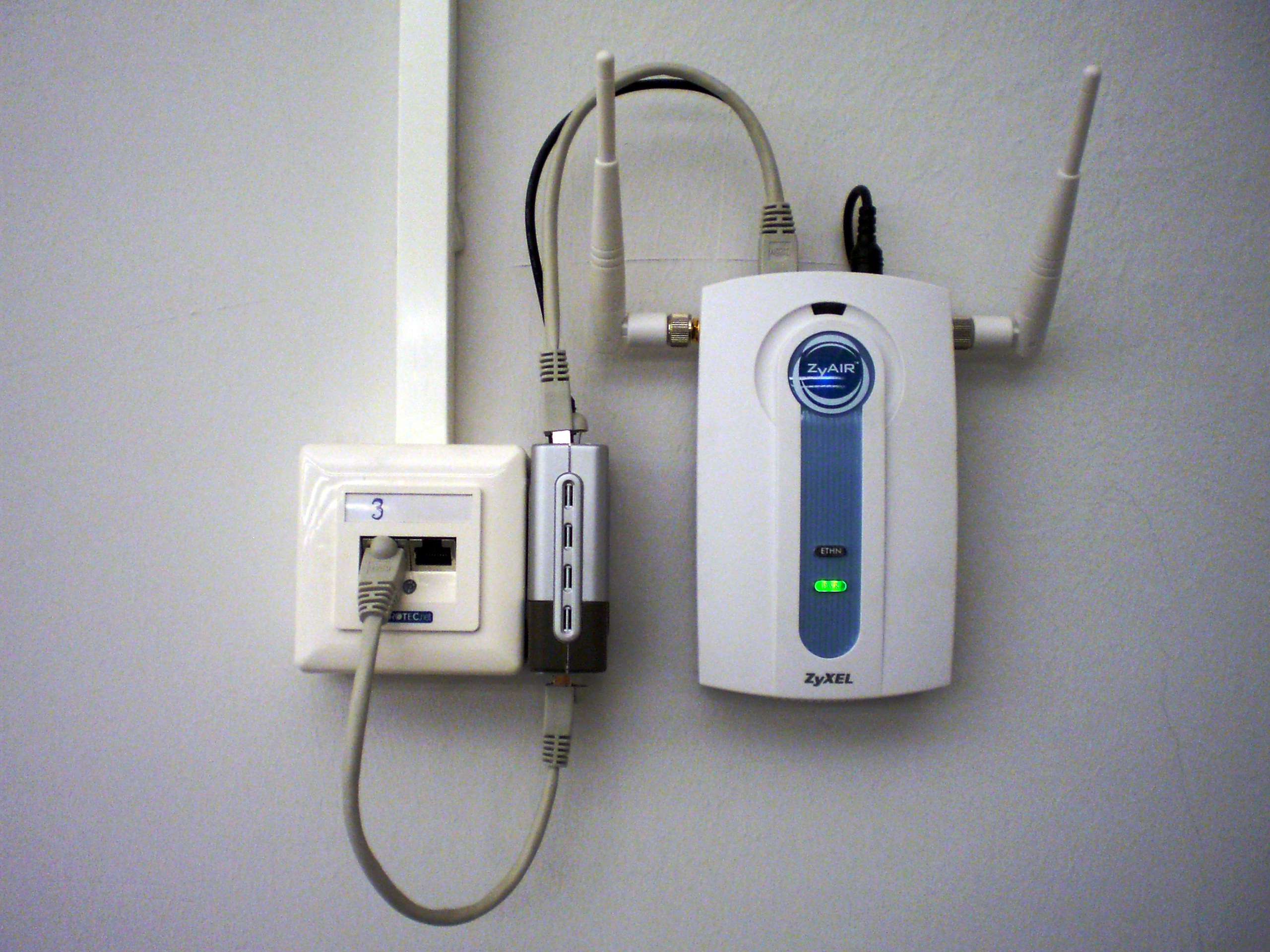
Xarxa d'àrea local sense fils creada mitjançant un punt d'accés alimentat per PoE

PoE (Power over Ethernet) és una tecnologia que permet l'alimentació elèctrica de dispositius de xarxa mitjançant un cable de xarxa Ethernet UTP/STP. PoE es regeix per l'estàndard IEEE 802.3af i permet donar alimentació a dispositius que no tenen una font d'alimentació propera (càmeres de seguretat, punts d'accés sense fils, etc.)
Actualment existeixen al mercat múltiples dispositius de xarxa com commutadors (switch) o concentradors (hub) que suporten aquesta tecnologia. Normalment, per utilitzar PoE s'utilitzen uns adaptadors o injectors que es connecten a una font d'alimentació i permeten afegir corrent a un cable UTP/STP.

## Avantatges
- PoE és una font d'alimentació intel·ligent: Els dispositius es poden apagar o reiniciar des d'un lloc remot usant els protocols existents, com el Protocol simple d'administració de xarxes (SNMP, Simple Network Management Protocol).
- PoE simplifica i abarateix la creació d'un subministrament elèctric altament robust per als sistemes: La centralització de l'alimentació a través de concentradors (hubs) PoE significa que els sistemes basats en PoE es poden endollar al Sistema d'alimentació ininterrompuda (SAI) central, que ja s'empra en la major part de les xarxes informàtiques formades per més d'un o dos PC, i en cas de tall d'electricitat, podrà seguir funcionant sense problemes.
- Els dispositius s'instal·len fàcilment allà on pugui col·locar un cable LAN, i no hi ha les limitacions degudes a la proximitat d'una base d'alimentació (depenent la longitud del cable s'haurà d'utilitzar una font d'alimentació de més voltatge causa de la caiguda d'aquest, a major longitud major pèrdua de voltatge, superant els 25 metres de cablejat aproximadament).
- Un únic joc de cables per connectar el dispositiu Ethernet i subministrar alimentació, el que simplifica la instal·lació i estalvia espai.
- La instal·lació no suposa despesa de temps ni de diners, ja que no cal fer un nou cablejat.
- PoE dificulta enormement tallar o trencar el cablejat: Generalment el cablejat es troba unit a safates en els buits del sostre o darrere de conductes de plàstic de molt difícil accés. Qualsevol tall d'aquests cables queda clar al moment per a qui passi pel lloc i, per descomptat, per als usuaris dels ordinadors que seran incapaços de prosseguir amb el seu treball.

## Desavantatges
- Absència d'estàndards tecnològics per a la interoperabilitat d'equips.
- Per a poder utilitzar PoE, tots els dispositius de Xarxa (Hub/Switch, Càmeres IP, Punts d'Accés, ...) han de ser compatibles amb aquesta norma.

## Característiques generals (Norma IEEE 802.3af)
PoE es regeix sota les normes de l'estàndard IEEE 802.3af, també conegut en alguns àmbits com 802.3-2005, tot i que no tenen res en comú (La norma 802.3-2005 es diu així perquè va ser revisada l'any 2005, i en què inclou IEEE 802.3af).
Aquest estàndard s'encarrega de definir tot el necessari per poder utilitzar aquesta tecnologia, això és, els voltatges i corrents necessàries per al seu ús, el tipus de connexió que s'ha de realitzar, els cables que s'han d'usar, etc.
La figura mostra les fases que ha de fer un PoE per poder alimentar utilitzant un cable. Aquestes fases són 4, i cadascuna es correspon amb un bloc:
- Primer bloc: "Polarity Protection" o "Auto-Polarity Circuit". Com indica la norma, la tensió introduïda pot venir de dues maneres: una de les formes consisteix a usar el parell de dades del cable d'Ethernet com a font d'alimentació. Aquesta forma permet transmetre dades i alimentar la vegada pel mateix parell. La segona forma usa altres parells alternatius per enviar la tensió. L'avantatge de la primera forma és que fa servir un parell, en comptes de 2, que són els necessaris per implementar la segona forma (El cable Ethernet té 4 parells al seu interior).
- Segon bloc: "Signature and Class circuitry". Per assegurar que el dispositiu no aplica una tensió a un dispositiu que no implementa PoE, el dispositiu començarà a donar uns determinats nivells de tensió. Aquests nivells de tensió es divideixen en 4 etapes. Al principi el dispositiu s'aplicarà una tensió baixa (2.7 V a 10.1V) buscant una resistència 25 KΩ. Si és massa alta o massa baixa, no farà res. Aquesta fase permet protegir un dispositiu que no és PoE d'un que sí que ho és. En cas que resulti ser PoE, buscarà quina classe d'alimentació requereix. Per a això, elevarà l'alimentació a 14.5-20.5 V i mesurarà el corrent que hi circula a través. Depenent del resultat obtingut, el dispositiu sabrà quina és la màxima alimentació permesa perquè treballi el dispositiu PoE. A continuació, s'adjunten unes taules que permeten veure això de forma més clara.

| Fase            | Acció                                                                          | Volts especificats per 802.3af | Volts usats pel chipset (LM5071) |
| --------------- | ------------------------------------------------------------------------------ | ------------------------------ | -------------------------------- |
| Detecció        | Comprova si el dispositiu connectat té una resistència compresa entre 15-33 KΩ | 2.7-10.0                       | 1.8-10.0                         |
| Classificació   | Comprova a quina classe pertany el dispositiu (vegeu la taula següent)         | 14.5-20.5                      | 12.5-25.0                        |
| Inici           | Comença a alimentar el dispositiu                                              | > 42                           | > 38 (LM5072)                    |
| Operació Normal | Alimenta al dispositiu                                                         | 36-57                          | 25.0-60.0                        |

| Classe | Mode d'ús | Nivells màxims per alimentar el dispositiu Watts |
| ------ | --------- | ------------------------------------------------ |
| 0      | Default   | 0.44 a 12.94                                     |
| 1      | Optional  | 0.44 a 3.84                                      |
| 2      | Optional  | 3.84 a 6.49                                      |
| 3      | Optional  | 6.49 a 12.95                                     |
| 4      | Reserved  | (PSES classify es Class 0)                       |

- Tercer bloc: "Verificació Stage". És important que el convertidor DC/DC no funcioni mentre el dispositiu està realitzant la fase de classificació del bloc dos. El controlador ha d'estar encès quan V = 35 V
- Quart bloc: "Convertidor DC/DC". Generalment la tensió nominal utilitzada és de 48V i no sol ser pràctica en moltes aplicacions, on cal un voltatge menor (3.3V, 5V o 12V). Una manera molt efectiva d'aconseguir aquest objectiu és utilitzar un convertidor Buck DC/DC. Aquest convertidor és capaç de treballar en un ampli rang de tensions (36V a 57v), en condicions de mínima i màxima càrrega.

Després d'explicar això, hem de parlar breument de quina és la màxima potència que pot lliurar. Encara que ja es va esmentar alguna cosa a la fase 2, creiem que és molt recomanable explicar això. La màxima potència que pot donar la font d'alimentació és de 15.4W (400mA @ 48V o 350mA @ 44v) [La norma no deixa molt clara aquestes últimes mesures]. Si comptem les pèrdues, llavors la potència màxima serà de 12.95 W (350mA @ 37v). En molts casos aquesta xifra també es queda una mica curta, doncs, suposa que el convertidor DC / DC té eficiència màxima. Al final, la potència serà un valor comprès entre 12.95 - 10.36 W (l'últim valor serà el pitjor cas possible).